# Спрінг-Лейк-Гайтс (Нью-Джерсі)
Спрінг-Лейк-Гайтс (англ. Spring Lake Heights) — місто (англ. borough) в США, в окрузі Монмаут штату Нью-Джерсі. Населення — 4890 осіб (2020).

## Географія
Спрінг-Лейк-Гайтс розташований за координатами 40°8′59″ пн. ш. 74°2′46″ зх. д. / 40.14972° пн. ш. 74.04611° зх. д. (40.149592, -74.045980).  За даними Бюро перепису населення США в 2010 році місто мало площу 3,39 км², з яких 3,32 км² — суходіл та 0,07 км² — водойми.

## Демографія
Згідно з переписом 2010 року, у селищі мешкало 4713 осіб у 2316 домогосподарствах у складі 1202 родин. Було 2972 помешкання
Расовий склад населення:
| - 96,6 % — білих - 1,1 % — азіатів - 0,6 % — чорних або афроамериканців - 0,1 % — корінних американців |

До двох чи більше рас належало 1,0 %. Частка іспаномовних становила 3,3 % від усіх жителів.
За віковим діапазоном населення розподілялося таким чином: 16,5 % — особи молодші 18 років, 57,7 % — особи у віці 18—64 років, 25,8 % — особи у віці 65 років та старші. Медіана віку мешканця становила 49,6 року. На 100 осіб жіночої статі у селищі припадало 83,9 чоловіків;  на 100 жінок у віці від 18 років та старших — 81,2 чоловіків також старших 18 років.
Середній дохід на одне домашнє господарство  становив 93 283 долари США (медіана — 72 353), а середній дохід на одну сім'ю — 122 472 долари (медіана — 94 400). Медіана доходів становила 76 250 доларів для чоловіків та 53 750 доларів для жінок. За межею бідності перебувало 3,7 % осіб, у тому числі 0,0 % дітей у віці до 18 років та 2,0 % осіб у віці 65 років та старших.
Цивільне працевлаштоване населення становило 2336 осіб. Основні галузі зайнятості: освіта, охорона здоров'я та соціальна допомога — 23,0 %, науковці, спеціалісти, менеджери — 15,2 %, роздрібна торгівля — 13,7 %.